# أديب (رواية)
أديب رواية من تأليف الأديب الراحل طه حسين، تدور أحداثها حول شاب عبقري يحب الأدب، ويعاني من فقدان البصر، فعندما يتقدم لخطبة إحدى قريباته تقدم على الانتحار حيث تفضل الموت على الزواج بشخص مثله.

## القصة
يتزوج إبراهيم بعد ذلك من حميدة التي ترضى به وتحبه، لكن تأتيه فرصة الحصول على بعثة لدراسة الأدب في باريس من شروطها أن يكون المبعوث غير متزوج، فيطلق زوجته من أجل البعثة، وفي العاصمة الفرنسية يتفوق ويظهر نبوغًا واضحًا إلا إنه يعيش في معاناة دائمة من عقدة الذنب بين حميدة التي تخلى عنها رغم أنها الفتاة الوحيدة التي ارتبطت به عاطفيًا واجتماعيًا على ما به من سوء الخلقة، وبين البعثة التي حصل عليها بالغش والادعاء بأنه غير متزوج.

## المحتوى
- ذكر خصائص الأديب بصفة عامة ( فهو الذي لا يحس شيئا إلا أداعه ولا يشعر بشيء إلا أعلنه فهو لا يعيش لنفسه وإنما يعيش للناس )
- خصائص صديقه أديب فهو دائم التصريح والإعدام عن مواقف ومشاعر .
- قبيح الوجه، قصير القامة ...
- علاقة الكاتب بهذا الأديب يبين لنا علاقته الحميمية لأديب ويشدد على أنه أحب الناس إليه
- استرجاع السارد للكيفية الذي تعرف بها على صديقه أديب وقد قدمه لنا على أنه مشاكس يتكلم بصوت مرتفع داخل قاعات الدرس .
- اقتراح الصديق على السارد بدعوته إلى بيته بحي القلعة وذلك من أجل قراءة بعض الكتب على أساس أنه سيرده اخر الليل بحي الجمالية حيث يقيم .
- وصف الرحلة التي قطعتها العربة في اتجاه حي القلعة

وصف الطريق إلى بيت الصديق الذي يقع خارج المدينة فوق رابية مجرفة على القاهرة بكاملها . 
- وصول السارد إلى بيت الصديق ( أديب )

التمس الصديق من السارد أن يحدثه عن نفسه فلما رفضه أطلعه الصديق على مدى معرفته به . 
إسترجاع حياة الطفولة في كل من المدينة والريف قبل أن ينتقل إلى القاهرة . 
- إتفقا على ضرورة التعاون في الدرس بحيث يعلم الصديق السارد اللغة الفرنسية مقابل تعليم السارد الصديق المنطق والفقه .
- بعد مرور ثلاث سنوات في الجامعة لم يتقدم أحدهم في الدروس .
- التفكير في الهجرة إلى فرنسا من أجل الدراسة
- بعث أديب برسالة إلى السارد يخبره فيها بأنه ذاهب إلى الريف لتوديع والديه
- رفض والديه السفر .
- خروجه إلى البيت لوصف القرية .
- وصف ما ال إليه الريف بحيث أنه لم يجده كما تركه
- محاولة السارد التخلص من قبضة الصديق وأحاديثه الطويلة التي لا تنتهي وفشله في ذلك نظرا لقوة شخصية الصديق وعزمه على اصطحاب السارد في جولات بالقاهرة .
- اكتشاف السارد أن صديقه يريد أن يحدثه في موضوع هام بخصوص أيهما أهون الظلم أم الكذب ؟ وقد بين لنا أن قانون الجامعة يقضي بألا يكون عضو في البعثة متزوجا والحال أن أديب متزوج .
- اختيار أديب بأن يطلق زوجته وذلك لكي لا يكذب على الجامعة .
- كتابة أديب رسالة إلى السارد يعاتبه على الفطور الذي استشعره من جهته بعدما التقيا في مقهى .
- وصف أديب لمعاناته النفسية ومدى افتقاده لصديقه السارد ولزوجته حميدة
- إخبار الصديق السارد بإقدامه على تطليق زوجته حميدة إيثاراللعرم واجتنابا للكذب على الجامعة .
- بعث الصديق رسالة إلى والده يخبره فيها مما أقدم عليه ويلتمس منه فيها أن يبلغ زوجته حميدة السلام وعبارات المعذرة .
- سلم الصديق إلى السارد نص الرسالة الذي فكر أن يبعثها إلى حميدة وقد طلب منه ألا يقرأها إلا بعد أن يودعه .
- قراءة السارد لنص الرسالة التي كان أديب يريد أن يبعث بها إلى زوجته يستحضر فيها لحظات الفراق كما يسترجع من خلالها طبيعة العلاقة التي كانت تجمعه بها.